# مقاطعة سيدي بليوط
مقاطعة سيدي بليوط هي إحدى مقاطعات عمالة الدار البيضاء غرب المملكة المغربية. تضم مقاطعة سيدي بليوط أحياء مهمة للدار البيضاء وتأوي مقاطعة سيدي بليوط 218.918 نسمة (حسب الإحصاء الرسمي 2004).